# Лубодино
Лубодино — деревня в Сокольском районе Вологодской области.
Входит в состав Воробьёвского сельского поселения, с точки зрения административно-территориального деления — в Воробьёвский сельсовет. Расположена к югу от автодороги А123.
Расстояние по автодороге до районного центра Сокола — 55 км, до центра муниципального образования Воробьёва — 1 км. Ближайшие населённые пункты — Новое, Великий Двор, Воробьёво, Большое Яковково, Толстоумово, Куваево.
По переписи 2002 года население — 22 человека (10 мужчин, 12 женщин). Всё население — русские.